# DiscoverCars.com
DiscoverCars.com (Discover Car Hire до 2019 года) — международный сайт, предоставляющий услуги сравнения расценок на прокат автомобилей по всему миру. Компания была основана в 2013 году в Латвии. Главный офис DiscoverCars.com находится в Риге.

## Сервисы
DiscoverCars.com предоставляет услуги бронирования онлайн автомобилей на прокат. Сайт доступен на 17 языках. По состоянию на март 2021 года DiscoverCars.com предлагает прокат автомобилей в более чем 10000 локациях 145 стран мира. Компания работает со всеми крупными прокатчиками автомобилей, включая Hertz, Alamo, Europcar, National и SIXT, а также с крупнейшими агрегаторами в индустрии туризма, такими как Kayak, Skyscanner, Jetcost, Liligo и др.

## История
Основанная в 2013 году компания Discover Car Hire, специализируется на европейских направлениях. В 2019 году у компании произошел ребрендинг и она была переименована в DiscoverCars.com.
В 2020 году компания была включена в рейтинг издания Financial Times FT 1000, который ежегодно составляет список тысячи наиболее инновационных и быстроразвивающихся бизнесов Европы. Компания заняла 64-е место, что является самой высокой позицией, которую занимала латвийская компания в рейтинге. DiscoverCars.com стала третьей по темпам роста компанией, специализирующейся на прокате автомобилей в Европе.
В марте 2020 года, DiscoverCars.com как и многие другие туристические компании, испытали ожидаемое падение спроса на аренду автомобилей за границей, вследствие глобальной пандемии COVID-19. В то же время компания отметила повышенный интерес к внутреннему туризму в некоторых странах.

## Технологии
DiscoverCars.com использует технологию AMP. По данным ряда международных технологических СМИ, использование AMP позволило увеличить уровень конверсии и улучшить ключевые показатели эффективности компании.

## Исследования рынка
Помимо услуг по прокату автомобилей, DiscoverCars.com изучает привычки проката автомобилей своих клиентов. В сентябре 2019 года был проведен опрос среди клиентов компании о самых живописных местах в мире, для поездок на автомобиле, которыми стали испанский остров Гран-Канария, третий по величине город Турции — Измир, австралийский город Кернс и город Сплит в Хорватии.
В мае 2019 года компания опубликовала международное исследование о том, как законы о вождение в состоянии алкогольного опьянения различаются в разных странах.